# Пустошь (Приморский район)
Пустошь — деревня в Приморском районе Архангельской области России. Входит в состав Островного сельского поселения. Одно из лоцманских сел в устье Северной Двины Северной Двины.

## География
Деревня находится в северо-западной части Архангельской области, в подзоне северной тайги, на острове Островский, в устье Северной Двины). Рядом протекают речки: Кальчинянка и Хабарка.

### Климат
Климат характеризуется как умеренно континентальный, влажный, с продолжительной снежной зимой и прохладным летом. Средняя температура воздуха самого холодного месяца — −12,8 °C (абсолютный минимум — −49 °C), средняя температура самого тёплого — 15,2 °С (абсолютный максимум — 31,2 °C). Годовое количество атмосферных осадков — 675 мм, из которых 365 мм выпадает в период с апреля по октябрь. Снежный покров держится в течение 172 дней. Средняя годовая скорость ветра — 4,9 м/с.

## История
Деревня «Пустошь» является родиной северных лоцманов. Лоцманский стан — единица Пустошинско-Амосовской волости с 1780 года, находившаяся в составе Архангельской губернии, куда входили семь деревень: «Пустошь», «Пески», «Кавкола», «Кальчино», «Верхние Хвосты» и «Нижние Хвосты», «Залахотье». Сегодня все эти деревни входят в муниципальное образование «Пустошинское»
Мастерство лоцманов, Сложный фарватер реки, длина 50 км, особенность в том, что фарватер часто менялся с мелями и многочисленными протоками, которые были известны только местным жителям. Тариф «из моря» стоил 3 рубля, а обратно в море 5 рублей (в других источниках: за привод к порту с моря по 2 руб., а за вывод по 6 рублей).
Судя по документам Права первого Русского лоцманского общества, и давность, — утвержденная известными, или сохранившимися до нас, письменными актами, — восходят до 1653 года.
Из приказных в деле Мамаева справок видно, что в 1711 г. в лоцманах были без жалованья 32 человека разных волостей, «а верстались они на убылыя места между собою, без приказного повеления, братским советом, на отцово или братне места, которого с такое дело станет и кто знает корабельный ход». Лоцманы не несли рекрутской повинности и освобождались от некоторых податей.
Согласно ревизской сказке 1782 года Пустошные проживали в деревне Федоровская, а в 1850 году это деревня стала называться Пустошь. Род Пустошных идет от Ивана Пустошного.
П. Ф. Кузьмищев в 1840 году в Пустоши в доме лоцманской вдовы открыл школу, где детей из семей лоцманов обучали грамматике, арифметике, иностранному языку. Он обеспечивал школу литературой и наглядными пособиями. Затем школу перевели в Кавколу, но в 60 — 70 годы XIX столетия в школе не изучались дисциплины, имеющее отношение к лоцманскому делу, мореплаванию и судовождению.
В 1873 г. на сходе было принято решение построить в Пустоши дом, где бы разместились учебные классы, квартира для преподавателя, выделялось для этого 200 рублей в год.
Пустошный Матвей Васильевич из 5 поколения Пустошных был родоначальником большой семьи, скончался в возрасте 50 лет, во время вывода судна от разрыва сердца. Его жена проживала в деревне Пустошь в возрасте 70 лет. В их семье было 5 сыновей, все они были лоцманами и дочь Александра. Старший сын Михаил 1883 года рождения, беспартийный (по убеждению монархист), в возрасте 25 лет был допущен к самостоятельной проводке судов.
Но открылась школа только в 1900 г. здесь преподавали для детей лоцманов навигацию, лоцию, английский язык. Школу возглавил Я. Г. Шошин — преподаватель с 20 -летним стажем. А после пожара к 10 ноября 1901 года в деревне Ильиных Песках построили новый просторный дом. Библиотека насчитывала около 1000 экземпляров книг морского содержания. В большом количестве имелись карты, атласы, чертежные инструменты. В декабре, во время проверки было отмечено, что все это находится в превосходном состоянии.
В годы первой мировой войны, когда в городе выросли цены на товары первой необходимости, родители стали забирать детей из училища. В августе 1918 года в школе было всего два ученика — Александр и Иван Урпины. Вскоре училище было закрыто. Школа была переведена в Соломбалу, а в 1906 году была преобразовано в лоцманское училище.
Также лоцманы сыграли важную роль в годы Великой Отечественной войны. Они проводили с моря, в порт Архангельска транспортные суда со стратегическим грузом.
В Советские времена Пустошный Михаил Матвеевич 1938 году был арестован за помощь интервентам, за антисоветскую агитацию и шпионаж. Спасло обращение в Верховный суд с просьбой направить дело на доследование, так как были свидетели, которым было известно их поведение в годы гражданской войны. В 1939 году все четверо лоцманов были освобождены за отсутствием состава преступления.
Пустошный Константин Матвеевич окончил лоцманскую школу, исполнял обязанности старосты, спасаясь от репрессий он уехал в Игарку, возвратясь, до конца своих дней работал в колхозе в деревне Пустошь.
Летом 1912 года лейтенант Георгий Яковлевич Седов набирает матросов для экспедиции к Северному полюсу. Два лоцмана Александр Хабаров и Александр Пустошный подали заявление для участия в экспедиции, но Хабаров не прошёл в состав экспедиции по здоровью, а Пустошный был зачислен.
Именно Александра Пустошного Седов выбрал, как исполнительного и крепкого парня в поход к Северному полюсу. К сожалению, Георгий Яковлевич Седов не дошёл 20 км до полюса, и матросы Пустошный и Линник похоронили его на острове Рудольфа, а сами вернулись на шхуну. Александр Пустошный стал опытным лоцманом, через всю свою жизнь он с честью пронес гордое звание корабельного вожа. В 1938 году был арестован за связь с иностранными капитанами, за то, что сравнивал заработную плату иностранных и русских моряков, за подарки капитанов Пустошному. Уголовное дело было приостановлено за участие в экспедиции Седова, и он был освобожден из лагеря. До своей смерти в 1943 году Пустошный был отважным лоцманом. Память о нём сохранилась до наших дней — его именем назван один из лоцманских катеров.
Александр Пустошный прославился тем, что он был участником экспедиции Георгия Седова. Вместе с Седовым на собачьих упряжках они отправились к Северному полюсу. Г. Я. Седов скончался, Александр и его спутник похоронили его на острове и благополучно вернулись на остров Рудольф.
Иван Матвеевич и Федор Матвеевич также связали свою жизнь с лоцманской службой.
В 1937 году были репрессированы за то, что в годы гражданской войны выполняли свою работу и проводили суда в Архангельский морской порт и знали английский язык: Хабаров Никифор Васильевич, Петр Петрович Пустошный, Михаил Михайлович Хабаров, все они были приговорены к расстрелу. В 1938 году арестовали и расстреляли лучшего лоцмана Петра Ивановича Хабарова. В августе были арестованы ещё 7 человек: братья Хабаровы, Пустошные, Урпин Л. М. — все они были лоцмана 1 разряда и с большим опытом работы. Все лоцмана были реабилитированы в 1953 году, но, к сожалению, большинство посмертно.
Серьёзным испытанием для Архангельских лоцманов явилась Великая Отечественная война. В начале войны начальником лоцманов был Пустошный Борис Петрович, затем Мартынов Павел Иванович. Проводка через Белое море из-за сложностей занимали от 4 до 15 суток, люди по нескольку дней не сходили с капитанского мостика. В годы войны лоцманская служба занималась проводкой кораблей, транспортов, вспомогательных судов, внутренних и союзных конвоев. За 1941 −1945 гг. военные лоцманы Северного флота и беломорской флотилии провели около 7,5 тысяч кораблей и транспортов, общим водоизмещением 62.5 млн тонн.
Проводка судов в условиях северных морей, особенно в осенне — зимний период во время штормов, туманов, льдов. При атаках самолётов и подводных лодок для этого нужны были особые знания и умения. Многие лоцмана имели на своем счету от 120 до 200 проводок кораблей. Первый союзный конвой прибыл в Архангельск 31 августа 1941 г. В его составе было 6 транспортов и 120 кораблей, затем пришёл тяжелый крейсер с уполномоченным английского правительства лорд Бивербург. Провел судно в порт и обратно лоцман Борис Петрович Пустошный. Всего за 1941 год в порты Белого моря пришло 7 конвоев в составе 53 транспорта и 49 кораблей эскорта. Часто лоцмана водили суда по картам своих отцов и дедов, по фарватеру, который знали только они.
Их двоюродный брат Борис Петрович Пустошный родился в 1912 году, 1929 окончив мореходную школу, получив профессию судоводитель, в 1938 году возглавил лоцманскую службу порта. Во время финской компании его призвали на военную службу и назначили командиром сторожевого корабля. В сентябре 1941 года он провел в Маймаксанское русло тяжелый английский крейсер, на борту которого находился лорд Бивербург — уполномоченный английского правительства. Длина крейсера составляла 210 м, ширина −36 м. В таких сложных ситуациях Борис Петрович бывал ещё не раз. В 1941 году ему нужно было провести судно в порт, допустимая глубина на канале была определена в 24 фунта, а осадка транспорта — 27 фунтов. Гражданские лоцмана отказались вести судно, но в трюмах было необходимое военное снаряжение, которое так необходимо было на фронте. Оставлять в море судно было опасно — немецкие самолёты могли его уничтожить, и он, дождавшись большого прилива благополучно провел судно в порт. В 1942 году он был назначен командиром на тральщик, вели дозор, сопровождали конвой, проводя его по минным полям. В 1938 году ему выпала честь снимать с льдины четверых папанинцев. В 1958 году Борис Петрович демобилизовался в чине капитана второго ранга, награждён двумя орденами Красной Звезды, Отечественной войны I и II ранга.

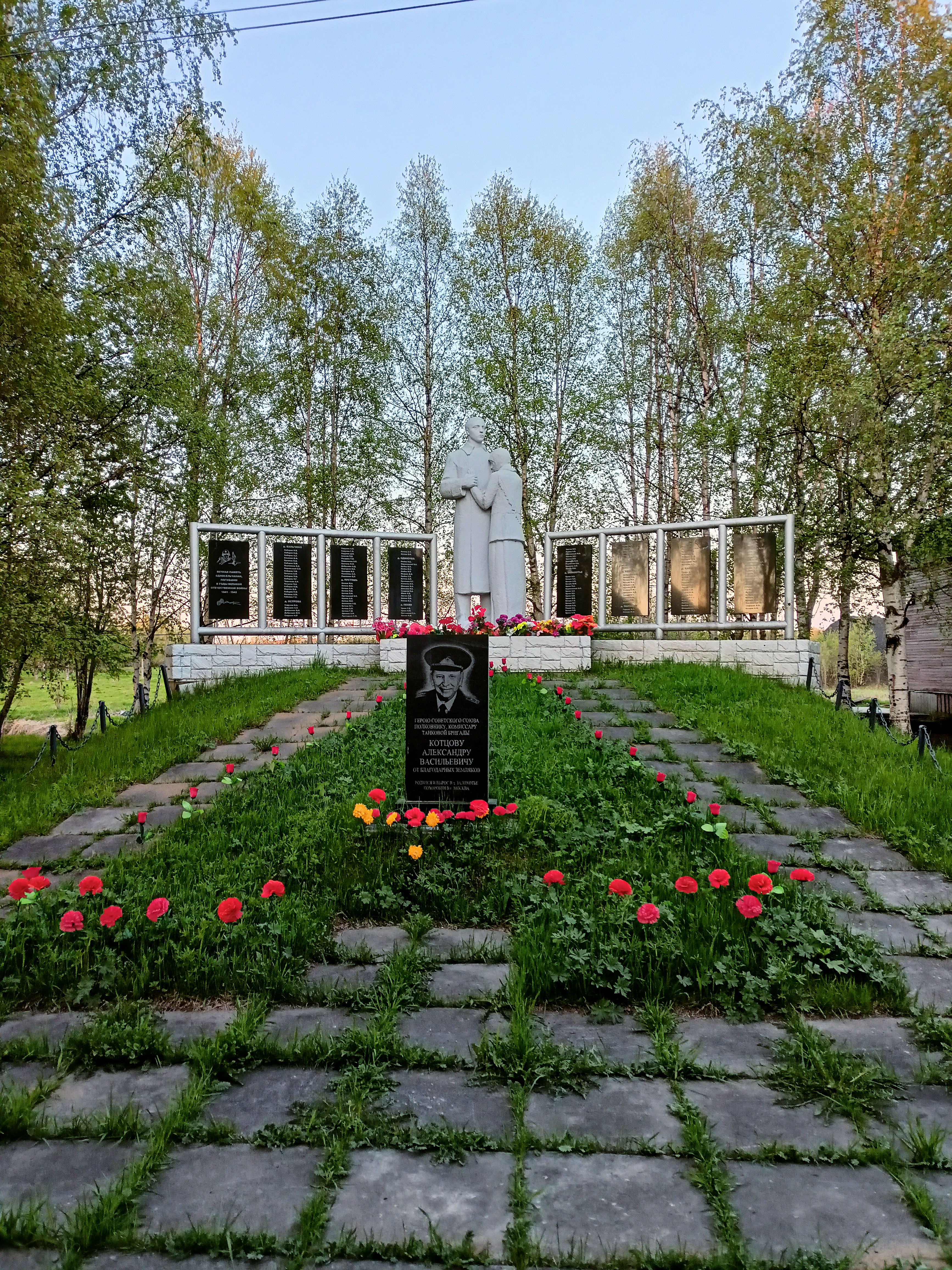
Памятник погибшим в Войне в Пустоше

В период Советского союза с 1988 по 1989 г.г. были построены 3 двухэтажных панельных дома. В домах есть водопровод и паровое отопление (в деревне есть котельная, построенная в 1988г). Также были слухи, что планировалось перевести все деревянные дома на паровое отопление, но из-за развала СССР этого не произошло. После было построено ещё 3 таких же дома.
- дер. Пустошь, 47 — 1988г
- дер. Пустошь, 48 — 1988г
- дер. Пустошь, 49 — 1989г
- дер. Пустошь, 50 — 1991г
- дер. Пустошь, 51 — 1992г
- дер. Пустошь, 52 — 1993г

Интересный факт, рассказанный местным жителем, на некоторых домах висят звезды и как выяснилось эти звезды были повешены в советское время пионерами, чтобы указать о том, что кто-то из этого дома служил на Великой Отечественной войне.

## Население
| 2002 | 2010 | 2012 |
| ---- | ---- | ---- |
| 349  | ↘271 | ↗299 |

## Инфраструктура
В деревне до сих пор функционирует «Пустошинская средняя школа — детский сад МБОУ Ластольская СШ».
В 2016 году открыли новый фельдшерско-акушерский пункт.

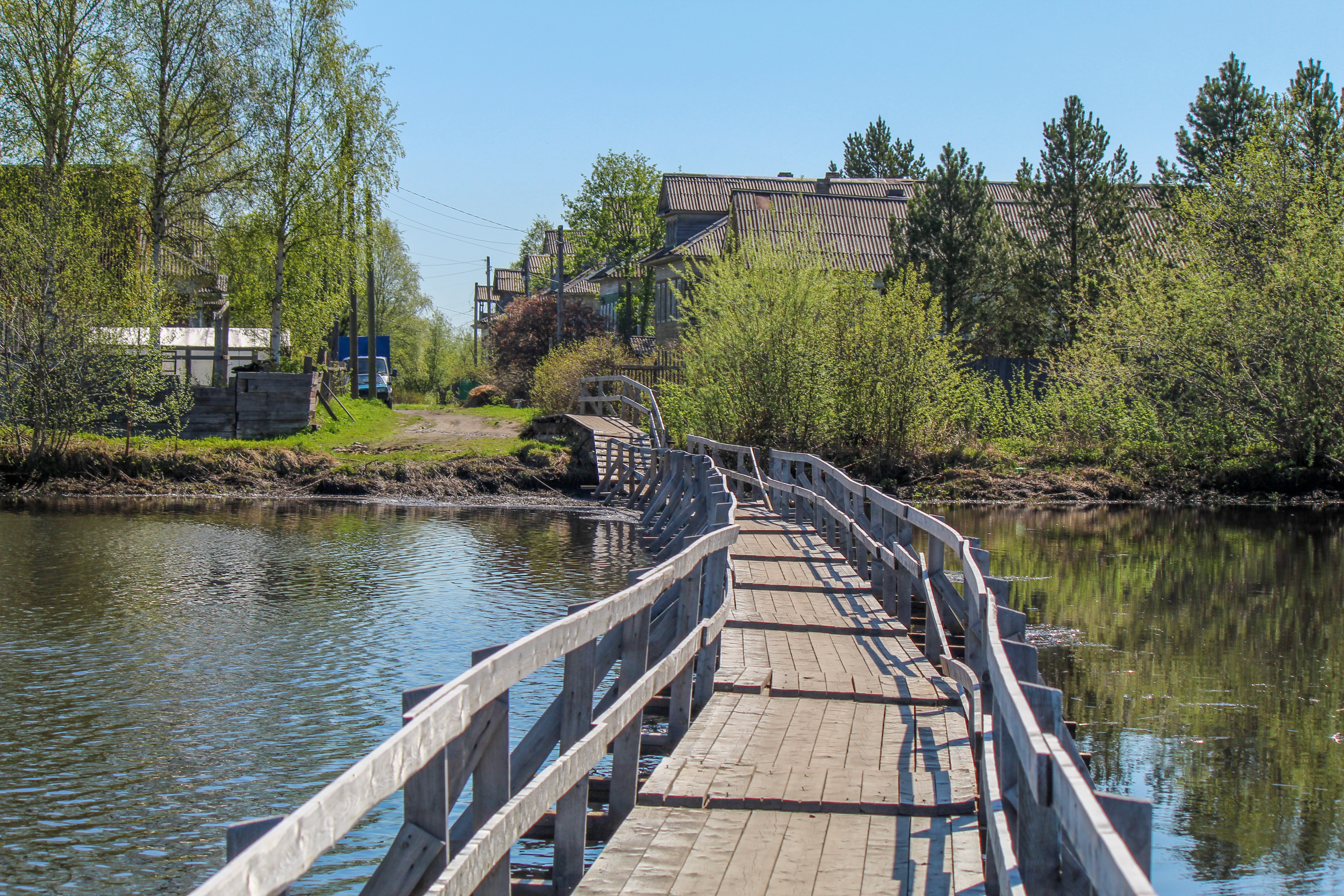
Мост в деревне Пустошь

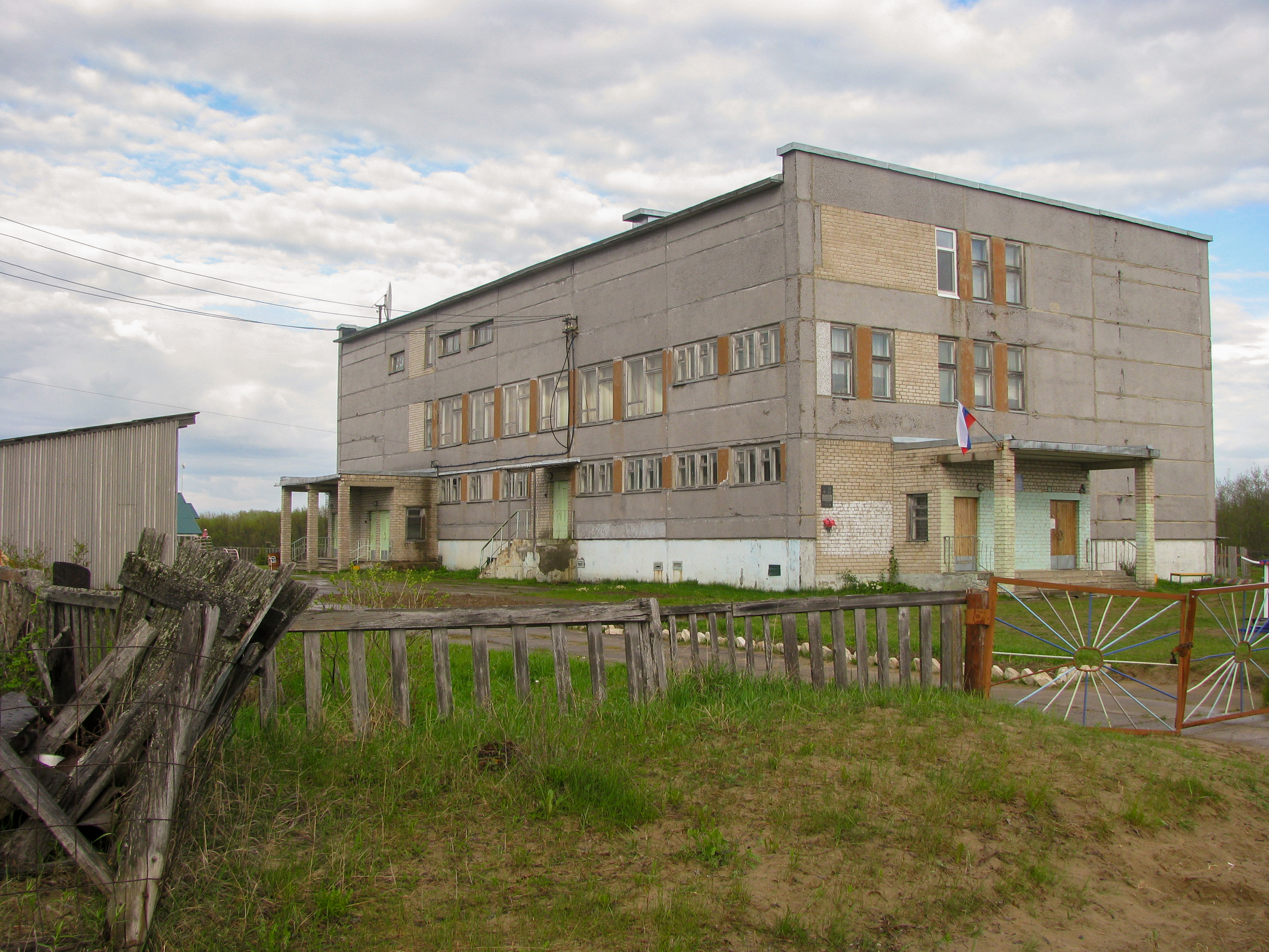
Пустошинская школа вид сзади

## Транспорт
Раньше Соломбалы в Архангельске до деревни Выселки (в Пустошь теплоход не ходит), ходил пароход Коммунар (Бортовой №: С-01-267), сейчас он стоит на набережной Архангельска, Красная пристань и на нем висит табличка «На ремонте». На данный момент Архангельск деревню Выселки (в Пустошь теплоход не ходит) связывают другие пароходы (Аквамарин и д.р).
Что бы добраться до деревни от пристани «Выселки», на которую приходит теплоход требуется пройти по деревянному мосту, лежащему на воде.
Зимой навигация прекращается, люди передвигаются по замершей реки пешком.